# Гаетано Кастровіллі
Гаетано Кастровіллі (італ. Gaetano Castrovilli, нар. 17 лютого 1997, Каноза-ді-Пулья) — італійський футболіст, півзахисник клубу «Фіорентина». Грав у складі національної збірної Італії, у складі якої — чемпіон Європи 2020 року.

## Клубна кар'єра
Народився 17 лютого 1997 року в місті Каноза-ді-Пулья. Починав займатися футболом у команді «Мінервіно», а 2008 року приєднався до футбольної академії «Барі».
У дорослому футболі дебютував 2015 року виступами за основну команду «Барі» у Серії B. 
У лютому 2017 року молодий півзахисник прийняв пропозицію перейти до «Фіорентини», утім ще протягом двох сезонів продовжував виступати у другому італійському дивізіоні, де на умовах оренди захищав кольори «Кремонезе», в якому був основним гравцем команди.
Влітку 2019 року повернувся до «Фіорентини», де почав регулярно отримувати ігровий час.

## Виступи за збірні
2017 року дебютував у складі юнацької збірної Італії (U-20), загалом на юнацькому рівні взяв участь у 6 іграх, відзначившись 2 забитими голами.
2018 року залучався до складу молодіжної збірної Італії. На молодіжному рівні зіграв у 2 офіційних матчах.
15 листопада 2019 року дебютував в офіційних матчах у складі національної збірної Італії, вийшовши на заміну наприкінці гри відбору на Євро-2020 проти Боснії і Герцеговини.
За день до старту Євро-2020 був включений до заявки італійців на цей турнір як заміна Лоренцо Пеллегріні, який травмувався. На турнірі, який завершився перемогою його команди, взяв участь в одному матчі, вийшовши на заміну наприкінці гри групового етапу проти Уельсу.
Загалом протягом трьох років взяв участь у чотирьох іграх національної команди.

## Статистика виступів

### Статистика клубних виступів
Станом на 2 червня 2023 року
| Сезон                  | Команда                | Чемпіонат              | Чемпіонат | Чемпіонат | Національний кубок | Національний кубок | Національний кубок | Континентальні кубки | Континентальні кубки | Континентальні кубки | Інші змагання | Інші змагання | Інші змагання | Усього | Усього | Усього |
| Сезон                  | Команда                | Ліга                   | Ігор      | Голів     | Ліга               | Ігор               | Голів              | Ліга                 | Ігор                 | Голів                | Ліга          | Ігор          | Голів         | Ігор   | Голів  |        |
| ---------------------- | ---------------------- | ---------------------- | --------- | --------- | ------------------ | ------------------ | ------------------ | -------------------- | -------------------- | -------------------- | ------------- | ------------- | ------------- | ------ | ------ | ------ |
| 2014–15                | «Барі»                 | B                      | 1         | 0         | КІ                 | 0                  | 0                  | -                    | -                    | -                    | -             | -             | -             | 1      | 0      |        |
| 2015–16                | «Барі»                 | B                      | 0         | 0         | КІ                 | 0                  | 0                  | -                    | -                    | -                    | -             | -             | -             | 0      | 0      |        |
| 2016-лют. 2017         | «Барі»                 | B                      | 10        | 0         | КІ                 | 1                  | 0                  | -                    | -                    | -                    | -             | -             | -             | 11     | 0      |        |
| Усього за «Барі»       | Усього за «Барі»       | Усього за «Барі»       | 11        | 0         |                    | 1                  | 0                  |                      | -                    | -                    |               | -             | -             | 12     | 0      |        |
| лют.-черв. 2017        | «Фіорентина»           | A                      | 0         | 0         | КІ                 | 0                  | 0                  | -                    | -                    | -                    | -             | -             | -             | 0      | 0      |        |
| 2017–18                | «Кремонезе»            | B                      | 26        | 1         | КІ                 | 2                  | 0                  | -                    | -                    | -                    | -             | -             | -             | 28     | 1      |        |
| 2018–19                | «Кремонезе»            | B                      | 26        | 4         | КІ                 | 1                  | 1                  | -                    | -                    | -                    | -             | -             | -             | 27     | 5      |        |
| Усього за «Кремонезе»  | Усього за «Кремонезе»  | Усього за «Кремонезе»  | 52        | 5         |                    | 3                  | 1                  |                      | -                    | -                    |               | -             | -             | 55     | 6      |        |
| 2019–20                | «Фіорентина»           | A                      | 33        | 3         | КІ                 | 2                  | 0                  | -                    | -                    | -                    | -             | -             | -             | 35     | 3      |        |
| 2020–21                | «Фіорентина»           | A                      | 34        | 5         | КІ                 | 3                  | 0                  | -                    | -                    | -                    | -             | -             | -             | 37     | 5      |        |
| 2021–22                | «Фіорентина»           | A                      | 23        | 1         | КІ                 | 4                  | 0                  | -                    | -                    | -                    | -             | -             | -             | 27     | 1      |        |
| 2022–23                | «Фіорентина»           | A                      | 15        | 2         | КІ                 | 4                  | 0                  | ЛК                   | 7                    | 2                    | -             | -             | -             | 26     | 4      |        |
| Усього за «Фіорентину» | Усього за «Фіорентину» | Усього за «Фіорентину» | 105       | 11        |                    | 13                 | 0                  |                      | 7                    | 2                    |               | -             | -             | 125    | 13     |        |
| Усього за кар'єру      | Усього за кар'єру      | Усього за кар'єру      | 168       | 16        |                    | 17                 | 1                  |                      | 7                    | 2                    |               | -             | -             | 192    | 19     |        |

### Статистика виступів за збірну
Станом на 2 червня 2023 року
| Дата       | Місто             | Господарі            | Результат | Гості      | Турнір             | Голи | Примітки |
| ---------- | ----------------- | -------------------- | --------- | ---------- | ------------------ | ---- | -------- |
| 15-11-2019 | Зениця            | Боснія і Герцеговина | 0 – 3     | Італія     | Відбір до ЧЄ 2020  | -    | 86'      |
| 28-5-2021  | Кальярі           | Італія               | 7 – 0     | Сан-Марино | товариський матч   | -    |          |
| 20-6-2021  | Рим               | Італія               | 1 – 0     | Уельс      | ЧЄ 2020 - 1-й етап | -    | 87'      |
| 8-9-2021   | Реджо-нель-Емілія | Італія               | 5 – 0     | Литва      | Відбір до ЧС 2022  | -    | 61'      |
| Усього     |                   | Матчів               | 4         |            | Голів              | 0    |          |

| Дата       | Місто             | Господарі | Результат | Гості     | Турнір           | Голи | Примітки |
| ---------- | ----------------- | --------- | --------- | --------- | ---------------- | ---- | -------- |
| 15-11-2018 | Феррара           | Італія    | 1 – 2     | Англія    | Товариський матч | -    | 63'      |
| 19-11-2018 | Реджо-нель-Емілія | Італія    | 1 – 2     | Німеччина | Товариський матч | -    | 61'      |
| Усього     |                   | Матчів    | 2         |           | Голів            | 0    |          |

## Титули і досягнення
- Чемпіон Європи: 2020